# Anthocerotaceae
Anthocerotaceae es una familia de plantas no vasculares perteneciente a la división Anthocerotophyta.

## Taxonomía
La familia fue descrita por Barthélemy Charles Joseph Dumortier y publicado en Analyse des Familles de Plantes 68. 1829.

### Géneros
- Anthoceros
- Folioceros
- Hattorioceros
- Leiosporoceros
- Paraphymatoceros
- Phymatoceros
- Sphaerosporoceros